# Jefté Betancor
Jefté Betancor Sánchez (Las Palmas de Gran Canaria, 6 de julio de 1993) es un futbolista español que juega en la demarcación de delantero para el Albacete Balompié de la Segunda División de España.

## Trayectoria
Nacido en Las Palmas de Gran Canaria, se formó en la cantera de la U. D. Vecindario y fue invitado por el Real Madrid para jugar en un torneo internacional con su equipo juvenil en abril de 2011.[cita requerida] En la temporada 2011-12, el director de fútbol de Hércules C. F., Sergio Fernández, decidió fichar al jugador para incoporarlo a los juveniles del club, e inmediatamente comenzó a jugar con el Hércules Club de Fútbol "B" en las ligas regionales.
El 27 de agosto de 2011, Betancor hizo su debut profesional con el primer equipo del Hércules C. F. a las órdenes de Juan Carlos Mandiá, en la primera jornada de liga con una victoria por 2-0 en casa contra el F. C. Cartagena para el campeonato de la Segunda División de España. Después de salir del Hércules CF, formó parte de varios equipos modestos del fútbol español como Ontinyent Club de Futbol, Club Deportivo Tenerife "B", Club Deportivo Eldense y Club de Fútbol Unión Viera.
A principios de 2018 se marchó al extranjero y firmó con el modesto equipo austríaco ATSV Stadl-Paura. En la siguiente temporada baja, se unió al SV Mattersburgo austríaco, haciendo su primera aparición en el fútbol de primera categoría el 11 de agosto y anotando en el partido fuera de casa de la Bundesliga contra el TSV Hartberg. Betancor jugó solo siete partidos en el SV Mattersburgo en la temporada 2018/19 y, por lo tanto, el 23 de enero de 2019 fue cedido a SK Vorwärts Steyr para el resto de la temporada. 
En junio de 2019 firmó por el SV Ried un contrato de una temporada. Durante la temporada 2019/20 se convertiría en el goleador del equipo austríaco sumando  14 goles en 28 encuentros disputados.
El 23 de septiembre de 2020 se convirtió en nuevo jugador del F. C. Volunatri de la Liga I, la primera división rumana, durante una temporada. El 9 de julio de 2021 fichó por el F. C. Farul Constanța. Con 15 goles fue el máximo goleador de la fase regular, y en su tercer año en el país tuvo la opción de jugar la Liga de Campeones tras incorporarse al CFR Cluj, el entonces campeón de Liga.
El 2 de enero de 2023 puso fin a su etapa en Rumania para marcharse a Chipre y jugar en el Pafos F. C., equipo que en ese momento peleaba por conquistar el campeonato. Tuvo un breve regreso al CFR Cluj antes de iniciar una nueva experiencia en Grecia a comienzos de 2024 con el Panserraikos. En los primeros meses de la temporada 2024-25, marcó dieciséis goles en veinte partidos, números que le permitieron fichar por el Olympiacos F. C. en enero de 2025, aunque siguió en el mismo equipo como cedido lo que restaba de campaña. La siguiente tampoco se quedó en El Pireo, ya que en agosto fue prestado al Albacete Balompié que tenía una opción de compra.

## Clubes
| Club                        | País    | Año       |
| --------------------------- | ------- | --------- |
| Hércules C. F. "B"          | España  | 2011-2012 |
| Ontinyent C. F.             | España  | 2012-2013 |
| C. D. Tenerife "B"          | España  | 2013-2014 |
| C. D. Eldense               | España  | 2014-2015 |
| C. F. Unión Viera           | España  | 2015      |
| C. D. Badajoz               | España  | 2015      |
| U. D. Las Palmas Atlético   | España  | 2015-2017 |
| Arandina C. F. (cedido)     | España  | 2016-2017 |
| U. D. San Fernando (cedido) | España  | 2017      |
| C. F. Unión Viera           | España  | 2017-2018 |
| ATSV Stadl-Paura            | Austria | 2018      |
| SV Mattersburgo             | Austria | 2018-2019 |
| SK Vorwärts Steyr (cedido)  | Austria | 2019      |
| SV Ried                     | Austria | 2019-2020 |
| F. C. Voluntari             | Rumania | 2020-2021 |
| F. C. Farul Constanța       | Rumania | 2021-2022 |
| CFR Cluj                    | Rumania | 2022-2023 |
| Pafos F. C. (cedido)        | Chipre  | 2023      |
| Panserraikos                | Grecia  | 2024-2025 |
| Olympiacos F. C.            | Grecia  | 2025-     |
| Panserraikos (cedido)       | Grecia  | 2025      |
| Albacete Balompié (cedido)  | España  | 2025-     |